# ファースト・タイム 素敵な恋の始め方
『ファースト・タイム 素敵な恋の始め方』（原題:The First Time）は2012年にアメリカ合衆国で公開されたロマンティック・コメディ映画である。監督はジョナサン・カスダン、主演はブリット・ロバートソンとディラン・オブライエンが務めた。
本作は日本国内で劇場公開されなかったが、2016年3月2日にDVDが発売された。

## 概略
デイヴは同級生のジェーンに恋していたが、その思いを伝えられないまま最終学年を迎えてしまった。そんなある日、デイヴはパーティーの席でオーブリーに出会った。2人はあっという間に意気投合したが、オーブリーには既にボーイフレンド（ロニー）がいた。デイヴはオーブリーとジェーンのどちらを選ぶかで大いに悩んだが、最終的に、オーブリーに告白することにした。ちょうどその頃、オーブリーはロニーに別れを告げていた。相手への思いを打ち明け合った後、デイヴとオーブリーは交際することになった。しかし、初めてのセックスが上手く行かなかったために、関係がギクシャクしてしまうのだった。

## キャスト
- ブリット・ロバートソン - オーブリー・ミラー
- ディラン・オブライエン - デイヴ・ホッジマン
- クレイグ・ロバーツ - サイモン・ダルドリー
- ジョシュア・マリーナ - ミスター・ミラー
- ジェームズ・フレッシュヴィル - ロニー
- ラマーカス・ティンカー - ビッグ・コーポレーション
- マギー・エリザベス・ジョーンズ - ステラ・ホッジマン
- クリスティン・テイラー - ミセス・ミラー
- ヴィクトリア・ジャスティス - ジェーン・ハーモン
- ハルストン・セイジ - ブリアナ

## 製作
2010年11月2日、ジョナサン・カスダン監督が『恋人までの距離』に触発された新作映画の製作に着手したと報じられた。2011年4月18日、ブリット・ロバートソン、ディラン・オブライエン、ヴィクトリア・ジャスティスがキャスト入りした。9月4日、アレック・プーロが本作で使用される楽曲を手掛けるとの報道があった。

## 公開・興行収入
2012年1月21日、本作はサンダンス映画祭でプレミア上映された。3月23日、ソニー・ピクチャーズが本作の全世界配給権を獲得したと報じられた。10月4日、本作のオフィシャル・トレイラーが公開された。19日、本作は全米19館で限定公開され、公開初週末に1万7061ドル（1館当たり897ドル）を稼ぎ出し、週末興行収入ランキング初登場69位となった。

## 評価
本作に対する批評家の評価は平凡なものに留まっている。映画批評集積サイトのRotten Tomatoesには19件のレビューがあり、批評家支持率は47%、平均点は10点満点で5.62点となっている。また、Metacriticには10件のレビューがあり、加重平均値は55/100となっている。